# Razaki Amouda-Issifou
Razaki Amouda-Issifou (Péhunco) is een Benins politicus en magistraat.
Amouda-Issifou werd geboren in Péhunco in het noordwestelijke departement Atacora. Tussen 2010 en 2015 was hij burgemeester van Péhunco. Hij was parlementslid voor de UPR (Union progressiste le Renouveau).
Hij zetelde in het Grondwettelijk Hof. Na het ontslag in 2022 van de voorzitter van het hof, Joseph Djogbénou, werd Amouda-Issifou als vicevoorzitter de nieuwe, waarnemend voorzitter. Vervolgens werd hij op 11 oktober 2022 ook verkozen tot voorzitter. Na zijn pensioen werd hij in 2024 door het Benins parlement aangeduid om te zetelen in de Conseil économique et social (CES).
In 2021 kreeg hij het ereteken van grootofficier in de Ordre national du Bénin.